# Fjodor Tjutin

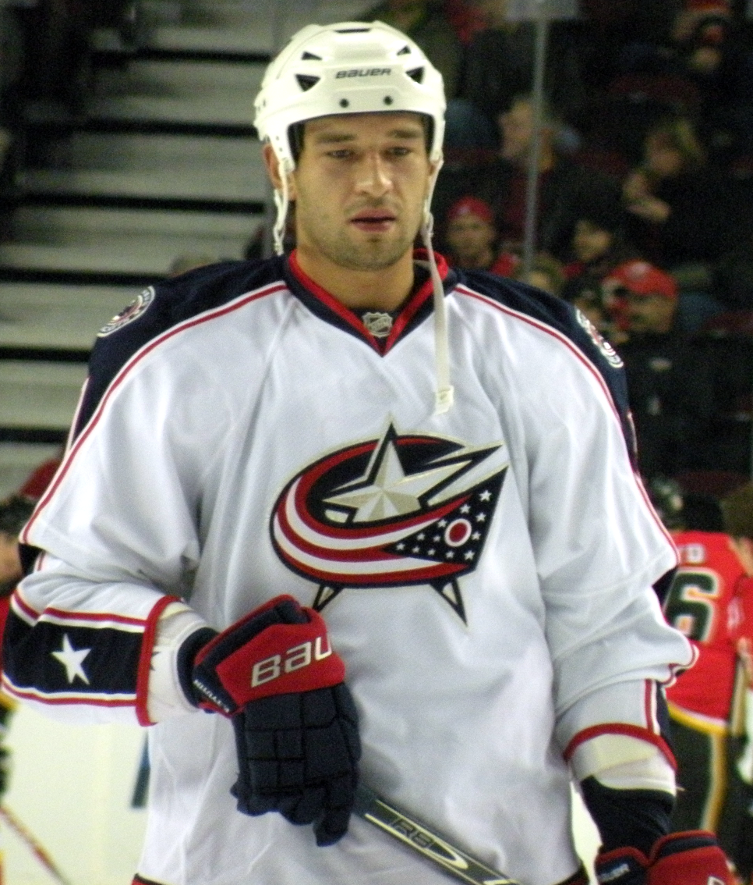
Fjodor Tjutin i Columbus Blue Jackets.

Fjodor Anatolievitj Tjutin, ryska: Фёдор Анатольевич Тютин, född 19 juli 1983, är en rysk före detta professionell ishockeyspelare (back). Tjutin draftades i andra rundan som 40:e totalt av New York Rangers i NHL Entry Draft 2001.

## Statistik

### Klubbkarriär
| 1998–99    | Metallurg–2 Magnitogorsk | RUS.3      | 7   | 0  | 1   | 1   | 2   | —  | — | —  | —  | —  |
| 1999–2000  | HK Izjstal Izjevsk       | RUS.2      | 10  | 0  | 1   | 1   | 12  | —  | — | —  | —  | —  |
| 1999–2000  | Izhstal–2 Izhevsk        | RUS.3      | 38  | 11 | 8   | 19  | 68  | —  | — | —  | —  | —  |
| 2000–01    | SKA Saint Petersburg     | RSL        | 35  | 2  | 4   | 6   | 20  | —  | — | —  | —  | —  |
| 2000–01    | SKA–2 Saint Petersburg   | RUS.3      | 1   | 1  | 0   | 1   | 4   | —  | — | —  | —  | —  |
| 2001–02    | Guelph Storm             | OHL        | 53  | 19 | 40  | 59  | 54  | 9  | 2 | 8  | 10 | 8  |
| 2002–03    | SKA Sankt Petersburg     | RSL        | 10  | 1  | 1   | 2   | 16  | —  | — | —  | —  | —  |
| 2002–03    | Ak Bars Kazan            | RSL        | 10  | 0  | 0   | 0   | 8   | 5  | 0 | 0  | 0  | 4  |
| 2003–04    | Hartford Wolf Pack       | AHL        | 43  | 5  | 9   | 14  | 50  | 16 | 0 | 5  | 5  | 18 |
| 2003–04    | New York Rangers         | NHL        | 25  | 2  | 5   | 7   | 14  | —  | — | —  | —  | —  |
| 2004–05    | Hartford Wolf Pack       | AHL        | 13  | 2  | 1   | 3   | 10  | —  | — | —  | —  | —  |
| 2004–05    | SKA Sankt Petersburg     | RSL        | 35  | 5  | 3   | 8   | 22  | —  | — | —  | —  | —  |
| 2005–06    | New York Rangers         | NHL        | 77  | 6  | 19  | 25  | 58  | 4  | 0 | 1  | 1  | 0  |
| 2006–07    | New York Rangers         | NHL        | 66  | 2  | 12  | 14  | 44  | 10 | 0 | 5  | 5  | 8  |
| 2007–08    | New York Rangers         | NHL        | 82  | 5  | 15  | 20  | 43  | 10 | 0 | 3  | 3  | 4  |
| 2008–09    | Columbus Blue Jackets    | NHL        | 82  | 9  | 25  | 34  | 81  | 4  | 0 | 0  | 0  | 0  |
| 2009–10    | Columbus Blue Jackets    | NHL        | 80  | 6  | 26  | 32  | 49  | —  | — | —  | —  | —  |
| 2010–11    | Columbus Blue Jackets    | NHL        | 80  | 7  | 20  | 27  | 32  | —  | — | —  | —  | —  |
| 2011–12    | Columbus Blue Jackets    | NHL        | 66  | 5  | 21  | 26  | 49  | —  | — | —  | —  | —  |
| 2012–13    | Atlant Moscow Oblast     | KHL        | 17  | 1  | 2   | 3   | 8   | —  | — | —  | —  | —  |
| 2012–13    | Columbus Blue Jackets    | NHL        | 48  | 4  | 18  | 22  | 28  | —  | — | —  | —  | —  |
| 2013–14    | Columbus Blue Jackets    | NHL        | 69  | 4  | 22  | 26  | 44  | 4  | 1 | 1  | 2  | 4  |
| 2014–15    | Columbus Blue Jackets    | NHL        | 67  | 3  | 12  | 15  | 40  | —  | — | —  | —  | —  |
| 2015–16    | Columbus Blue Jackets    | NHL        | 61  | 1  | 2   | 3   | 28  | —  | — | —  | —  | —  |
| 2016–17    | Colorado Avalanche       | NHL        | 69  | 1  | 12  | 13  | 38  | —  | — | —  | —  | —  |
| RSL totalt | RSL totalt               | RSL totalt | 90  | 8  | 8   | 16  | 68  | 5  | 0 | 0  | 0  | 4  |
| NHL totalt | NHL totalt               | NHL totalt | 872 | 55 | 209 | 264 | 548 | 32 | 1 | 10 | 11 | 16 |

### Internationellt
| År            | Lag           | Turnering     | Resultat      |    | Matcher | Mål | Assist | Poäng | Utv |
| ------------- | ------------- | ------------- | ------------- | -- | ------- | --- | ------ | ----- | --- |
| 2001          | Ryssland      | U18           | 1             | 6  | 1       | 4   | 5      | 18    |     |
| 2002          | Ryssland      | JVM           | 1             | 7  | 1       | 0   | 1      | 2     |     |
| 2003          | Ryssland      | JVM           | 1             | 6  | 0       | 3   | 3      | 12    |     |
| 2006          | Ryssland      | OS            | 4:a           | 8  | 0       | 1   | 1      | 4     |     |
| 2008          | Ryssland      | VM            | 1             | 6  | 0       | 1   | 1      | 0     |     |
| 2010          | Ryssland      | OS            | 6:a           | 4  | 0       | 2   | 2      | 2     |     |
| 2011          | Ryssland      | VM            | 4:a           | 9  | 0       | 3   | 3      | 0     |     |
| 2013          | Ryssland      | VM            | 6:a           | 8  | 0       | 1   | 1      | 8     |     |
| 2014          | Ryssland      | OS            | 5:a           | 5  | 0       | 0   | 0      | 4     |     |
| Junior totalt | Junior totalt | Junior totalt | Junior totalt | 19 | 2       | 7   | 9      | 32    |     |
| Senior totalt | Senior totalt | Senior totalt | Senior totalt | 40 | 0       | 8   | 8      | 18    |     |